# Spring, Texas
Spring är en så kallad census-designated place i Harris County i Texas. Vid 2020 års folkräkning hade Spring 62 559 invånare.

## Kända personer från Spring
- Matt Bomer, skådespelare
- Chad Hedrick, skridskoåkare